# Acanthametropus pecatonica
Acanthametropus pecatonica byl druh jepice z čeledi Acanthametropodidae. Endemicky se vyskytoval v okolí řeky Pecatonica ve Wisconsinu a Illinois. Její populace byly pozorovány i v Jižní Karolíně a Georgii. Podle Červeného seznamu IUCN patří k vyhynulým taxonům.